# Children, Kinder, Enfants
 "Children, Kinder, Enfants", Canção do Luxemburgo no Festival Eurovisão da Canção 1985

"Children, Kinder, Enfants" (tradução portuguesa : "Crianças, Crianças, Crianças") foi a canção que representou o Luxemburgo no Festival Eurovisão da Canção 1985, interpretado em francês, com algumas palavras em inglês e alemão por   Margo, Franck Olivier, Diane Solomon, Ireen Sheer, Malcolm e Chris Roberts, um grupo muitas vezes chamado como "The Internationals".
A canção tinha letra de Bernd Meinunger e Jean-Michel Beriat, música de Ralph Siegel e foi orquestrada por Norbert Daum. Na canção os cantores descrevem as qualidades das crianças e perguntam às crianças do mundo para ensinar a eles como gozar a vida. 
A canção do Luxemburgo foi a 18.ª a ser interpretada na noite do evento, a seguir à canção austríaca "Kinder dieser Welt", interpretada por Gary Lux e antes da canção grega "Miazume", interpretada por  Takis Biniaris. A canção luxemburguesa terminou a competição em 13.ª lugar (entre 19 países) e recebeu 37 pontos.